# Élections législatives de 1951 dans le Lot
Les élections législatives françaises de 1951 se tiennent le 17 juin. Ce sont les deuxièmes élections législatives de la Quatrième République.

## Mode de scrutin
Représentation proportionnelle plurinominale suivant la méthode du plus fort reste dans 103 circonscriptions, conformément à la loi des apparentements : les listes qui se sont « apparentées » avant l'élection remportent tous les sièges de la circonscription si leurs voix ajoutées obtiennent la majorité absolue des suffrages exprimés. Il y a 629 sièges à pourvoir.
Le vote préférentiel est admis. 
Dans le département du Lot, trois députés sont à élire.

## Candidats

### Liste du Parti communiste français
| N° | Candidats | Candidats       | Parti | Principales fonctions                                                         |
| -- | --------- | --------------- | ----- | ----------------------------------------------------------------------------- |
| 01 |           | Henri Thamier   | PCF   | Député sortant, instituteur, ancien résistant, conseiller municipal de Cahors |
| 02 |           | Albert Oubrayre | PCF   | Cultivateur                                                                   |
| 03 |           | Robert Lagarole | PCF   | Ouvrier                                                                       |

### Liste du Rassemblement des gauches républicaines et du Parti radical et radical-socialiste
| N° | Candidats | Candidats     | Parti       | Principales fonctions                                       |
| -- | --------- | ------------- | ----------- | ----------------------------------------------------------- |
| 01 |           | Maurice Faure | RGR-Radical | Professeur agrégé de l'Université, Docteur en droit, Cahors |
| 02 |           | Jean Calvet   | RGR-Radical | Conseiller général, maire de Cahors                         |
| 03 |           | Roger Sirieys | RGR-Radical | Agriculteur, maire de Cornac                                |

### Liste du Parti socialiste SFIO
| N° | Candidats | Candidats            | Parti | Principales fonctions |
| -- | --------- | -------------------- | ----- | --- |
| 01 |           | Jean Rougier         | SFIO  | Député sortant, médecin, Médaille de la Résistance, Président du Conseil général, conseiller général du canton de Luzech |
| 02 |           | Georges Juskiewenski | SFIO  | Conseiller général, maire de Figeac, médecin                                                                             |
| 03 |           | Pierre Faugère       | SFIO  | Avocat au barreau du Lot, secrétaire fédéral de la SFIO, conseiller municipal de Cahors                                  |

### Liste du groupement national de défense des libertés professionnelles et des contribuables
| N° | Candidats | Candidats        | Parti                | Principales fonctions                                |
| -- | --------- | ---------------- | -------------------- | ---------------------------------------------------- |
| 01 |           | Abel Bessac      | Défense des libertés | Député sortant, artisan, ancien résistant, Cabrerets |
| 02 |           | Gaston Baudel    | Défense des libertés | Agriculteur, maire de Douelle                        |
| 03 |           | Jean Bergougnoux | Défense des libertés | Agriculteur à Thégra                                 |

Abel Bessac siégea au groupe "Centre républicain d'action paysanne et sociale et des démocrates indépendants".

### Liste du Mouvement républicain populaire
| N° | Candidats | Candidats        | Parti | Principales fonctions                                                                               |
| -- | --------- | ---------------- | ----- | --------------------------------------------------------------------------------------------------- |
| 01 |           | Maurice Eyrolles | MRP   | Inspecteur principal de l'enregistrement, conseiller général du canton de Cahors-Nord-Ouest, Cahors |
| 02 |           | André Solignac   | MRP   | Agriculteur, adjoint au maire de Saint-Céré                                                         |
| 03 |           | Louis Darnis     | MRP   | Artisan                                                                                             |

### Liste du Rassemblement du peuple français
| N° | Candidats | Candidats             | Parti | Principales fonctions |
| -- | --------- | --------------------- | ----- | --------------------- |
| 01 |           | Jean-Maurice Tastevin | RPF   | Ancien résistant      |
| 02 |           | Albert Marty          | RPF   |                       |
| 03 |           | Bernard Calmon        | RPF   |                       |

### Liste indépendante
| N° | Candidats | Candidats               | Parti | Principales fonctions             |
| -- | --------- | ----------------------- | ----- | --------------------------------- |
| 01 |           | André Frossard          | SE    | Journaliste, écrivain, philosophe |
| 02 |           | Pierre Mariotte         | SE    |                                   |
| 03 |           | Jeanne-Marie Madelaigne | SE    |                                   |

### Liste de l'Union démocratique et socialiste de la résistance
| N° | Candidats | Candidats        | Parti | Principales fonctions |
| -- | --------- | ---------------- | ----- | --------------------- |
| 01 |           | Pierre Brousse   | UDSR  | Journaliste           |
| 02 |           | Robert Gsell     | UDSR  | Ouvrier spécialisé    |
| 03 |           | Jacques Puyatier | UDSR  | Professeur            |

## Élus
| Député sortant | Parti | Parti | Député élu ou réélu         | Parti | Parti    |
| -------------- | ----- | ----- | --------------------------- | ----- | -------- |
| Henri Thamier  |       | PCF   | Maurice Faure               |       | Rad soc  |
| Jean Rougier   |       | SFIO  | Jean Rougier Décédé en 1952 |       | SFIO     |
| Abel Bessac    |       | MRP   | Abel Bessac                 |       | Déf. lib |

## Résultats

### Résultats à l'échelle du département
- Les listes de l'union du RGR, de la SFIO, du MRP, de Déf. lib se sont apparentées.
- Leurs voix cumulées représentant plus de 50% des exprimés, tous les sièges sont répartis à la proportionnelle entre les partis apparentés.

| Parti    | Parti                                             | Tête de liste    | Résultats | Résultats | Sièges |  |
| Parti    | Parti                                             | Tête de liste    | Voix      | %         |        |  |
| -------- | ------------------------------------------------- | ---------------- | --------- | --------- | ------ |  |
|          | Parti communiste français                         | Henri Thamier    | 20 544    | 25,31     | 0      |  |
|          | Rassemblement des gauches républicaines *         | Maurice Faure    | 18 979    | 23,38     | 1      |  |
|          | Section française de l'Internationale ouvrière *  | Jean Rougier     | 13 848    | 17,06     | 1      |  |
|          | Déf. lib *                                        | Abel Bessac      | 10 784    | 13,28     | 1      |  |
|          | Mouvement républicain populaire *                 | Maurice Eyrolles | 8 414     | 10,37     | 0      |  |
|          | Rassemblement du peuple français                  | Jean Tastevin    | 6 496     | 8,00      | 0      |  |
|          | Sans étiquette                                    | André Frossard   | 1 350     | 1,66      | 0      |  |
|          | Union démocratique et socialiste de la Résistance | Pierre Brousse   | 0         | 0,00      | 0      |  |
|          |                                                   |                  |           |           |        |  |
| Inscrits | Inscrits                                          | Inscrits         | 101 854   | 100,00    | 3      |  |
| Votants  | Votants                                           | Votants          | 83 307    | 81,79     |        |  |
| Exprimés | Exprimés                                          | Exprimés         | 81 178    | 97,44     |        |  |